# Bàurids
Els bàurids (Bauriidae) són una família extinta de sinàpsids baurioïdeus que tingueren una amplíssima distribució durant el Triàsic mitjà, fa entre 242 i 247,2 milions d'anys. Se n'han trobat restes fòssils a Namíbia, Rússia, Sud-àfrica i la Xina. Són els últims terocèfals que apareixen en el registre fòssil. Eren herbívors i estaven dotats de paladar secundari, cosa que fa pensar que tal vegada tenien un ritme metabòlic alt i que eren animals endoterms. En els representants sud-africans d'aquest grup, el crani feia fins a 133 mm de llargada.